# Johnny Ringo (musicien)
Johnny Ringo ou simplement Ringo (1961-1er juillet 2005) est un deejay jamaïcain de reggae actif dans les années 1980.

## Biographie
Ringo a travaillé dans un magasin de disques à Kingston, où il a rencontré Welton Irie, les deux jouissant d’une longue association depuis. Il a travaillé en tant qu'opérateur sur les systèmes sonores Soul Express et Rippa-Tone, avant de pouvoir enregistrer à la fin des années 1970 et a sorti son premier single avec "Trouble Never Set Like Rain". Ses enregistrements sont devenus populaires en Jamaïque, avec des paroles lâches se révélant particulièrement populaires. Deux exemples notables sont "Two Lesbians" et "Push Lady Push". En 1982, il avait un hit international de reggae avec "Dub and Lef", suivi d'autres succès jamaïcains avec des titres tels que "Pain a Back", "Nah Fight Over Woman" et "Married for the Opportunity". Il a également contribué au morceau d'ouverture de l'album Superstar Yellowman Has Arrived With Toyan en 1982. Il a continué à travailler sur les systèmes de sonorisation, Lees Unlimited et Hi Symb de Ray Symbolic, ce dernier effectuant une tournée internationale avec Ringo, Squiddly Ranking et Welton Irie. Il a contribué à certains des premiers albums de dancehall live en 1983 et 1984. Lors de sa tournée au Royaume-Uni, il a enregistré une série de singles pour Fashion Records, Sucre Minott. Il a continué d'enregistrer jusqu'au début des années 1990, parfois simplement crédité de Ringo.
Il est décédé en juillet 2005, après avoir longtemps souffert de dépendance à la cocaïne.

## Discographie
- 197X - Sweet Christmas (Dobby Dobson Featuring Ringo)
- 1981 - Two Coxman
- 1981 - Woman A Ginal
- 1982 - Riding West
- 1982 - Johnny Ringo
- 1982 - Cool Profile aka Dance Hall Legend
- 1982 - Eyewitness aka Eye Witness
- 1982 - Pancoot
- 1985 - JA to UK MC Clash (Johnny Ringo Meets Asher Senator)
- 198X - Face To Face (Louie Lepke & Johnny Ringo)